# Алес (округ)
Алес (фр. Alès) — округ (фр. Arrondissement) во Франции, один из округов в регионе Лангедок-Руссильон. Департамент округа — Гар. Супрефектура — Алес.
Население округа на 2006 год составляло 143 284 человек. Плотность населения составляет 108 чел./км². Площадь округа составляет всего 1322 км².